# Willy Rey
Willy Rey (nacida Wilhelmina Rietveld; Róterdam, Países Bajos; 25 de agosto de 1949-Vancouver, Canadá; 13 de agosto de 1973) fue una modelo canadiense de origen neerlandés.
Cuando tenía 6 años, su familia se mudó de los Países Bajos a Canadá. Fue playmate del mes para la revista Playboy en el número de febrero de 1971. Fue fotografiada por Mario Casilli.
Los desnudos de Willy Rey adornaron los certificados de acciones de Playboy Enterprises en el momento de su oferta pública de venta el 3 de noviembre de 1971.
Falleció por una sobredosis de pastillas de barbitúricos (somníferos) el 13 de agosto de 1973.